# هولدن بولر
هولدن بولر (بالإنجليزية: Holden Bowler)‏ هو مغني أمريكي، ولد في 23 سبتمبر 1912، وتوفي في 31 أكتوبر 2001.